# Nasser
Nasser (tamil. : நாசர்) (wymawia się też Nasser lub Nazar) – tamilski aktor, producent, scenarzysta, reżyser, autor tekstów piosenek. Śpiewa też z playbacku.
Gra od 1987 roku w filmach realizowanych w Indiach w językach tamilskim, telugu, malajalam, kannada i angielskim. Łączony jest w jedną grupę z takimi aktorami, jak Om Puri, Mammootty, Mohanlal, Nana Patekar i Kamal Hassan.
Nagrodzony Nagroda Nandi dla Najlepszego Aktora za Chanti (telugu) i Nagroda Tamilnadu Government dla Najlepszego Aktora za Aavaaram Poo.
Urodził się 5 marca 1958 roku, w wiosce Naththam, w okręgu Chingleput (Tamil Nadu). Relegowany ze studiów uciekł do Ćennaj, gdzie skończył botanikę w prestiżowym Madras Christian College. Ma siostrę i trzech braci. Ojciec do dziś jest złotnikiem w  sklepiku Chengalpet. Swoją żonę (Kameela) poznał, gdy poszukiwał dopiero szansy na granie w filmach. Mają trzech synów.

## Filmografia

### Aktor
1. Quick Gun Murugan (2008) – Rice Plate Reddy
2. Pourudu (2008)
3. Athidhi (2007) – minister spraw wewnętrznych
4. Okkadunnadu (2007) – brat Sona Bhai
5. Cichy (2007) – Shridhar
6. Wojownik (2006) – Surya Narayana
7. Sri Ramadasu (2006) – Tanisha
8. Aathi (2006)
9. Imsai Arasan 23 M Pulikesi (2006) – Sangilimaayan
10. Gowtham SSC (2005)
11. Poszukiwany (2005) – dziadek
12. Udayon (2005) – Unni Vaidyan
13. Anniyan (2005) – psychiatra
14. Mumbai Express (2005) – oficer policji (wersja tamilska)
15. Chandramukhi (2005) – Kandasamy
16. Idhaya Thirudan (2005)
17. Naa Alludu (2005)
18. Morning Raga (2004) – ojciec Abhinaya
19. Sye (2004) – właściciel college'u
20. New (2004)
21. Simhadri (2003)
22. Anbe Sivam (2003) – Kandasamy Padayachi
23. Baba (2002)
24. Samurai (2002/I) – IPS Sandhanapandian
25. Thamizhan (2002) – Shakthivel
26. Little John (2002)
27. Virumbugirean (2002)
28. Khushi (2001) (jako Nazar)
29. Eduruleni Manishi (2001)
30. Dhill (2001) – szef akademii policyjnej
31. Perfumed Garden (2000) – Prashant
32. Dil Hi Dil Mein (2000) – profesor Ram Chandra
33. Hey Ram (2000) – oficer policji
34. Unnai Kodu Ennai Tharuven (2000) – Brigadier
35. Amarkalam (1999) – komisarz policji
36. Mugam (1999)
37. Poovellaam Kettuppaar (1999)
38. Puthiya Pathai (1999)
39. Jeans (1998) (jako Nassar) – Nachiappan Rajamani/Pachiappan Rajamani
40. Chachi 420 (1998) – Siraj Akhtar
41. Deseeya Geetham (1998)
42. Iruvar (1997) – Anna Durai (przywódca partii)
43. Devathai (1997)
44. Akkada Abbai Ikkada Ammayi (1996) (as Nazar) – Harischandra Prasad
45. Avvai Shanmugi (1996) – Bhai
46. Indira (Priyanka) (1996) – Sethupathy
47. Kuruthipunal (1996) (as Nazar) – Badhri
48. Bombaj (1995) (jako Nazar)
49. Avathaaram (1995)
50. Adharmam (1994) – Dharma
51. Magalir Mattum (1994) – Pandian
52. Pavithra (1994) – Raghu
53. Varavu Ettana Selavu Pathana (1994) – Sivaraman
54. Vietnam Colony (1994)
55. Chinna Kannamma (1993)
56. Kaathirukka Neramillai (1993) – Chatterjee
57. Mathru Devo Bhava (1993) – ofiara morderstwa
58. Chamanthi (1992)
59. Chembaruthi (1992)
60. Jathi Malli (1992) – Reddy
61. Roja (1992) (jako Naseer) – pułkownik Rayappa
62. Thevar Magan (1992) (as Nazar) – Maya-thevar
63. Dhanam (1991)
64. Eeramaana Rojave (1991)
65. Gopura Vasalile (1991)
66. Michael Madana Kamarajan (1991) (jako Nazar)
67. Mukham (1990) – Narendran
68. Unnai Solli Kutramillai (1990)
69. Dharmathin Thalaivan (1988)
70. Nayakan (1987)
71. Velaikkaaran (1987)

### Reżyser
1. Popcarn (2003)
2. Devathai (1997; jako Nazar)
3. Avathaaram (1995; jako Nazar)